# Eumanota malukuensis
Eumanota malukuensis är en tvåvingeart som beskrevs av Soli 2002. Eumanota malukuensis ingår i släktet Eumanota och familjen svampmyggor. Inga underarter finns listade i Catalogue of Life.